# Каяк (Новосибирская область)
Каяк — посёлок в Чулымском районе Новосибирской области. Входит в состав Каякского сельсовета.

## География
Площадь посёлка — 7 га.

## Население
| 2002 | 2007 | 2010 |
| ---- | ---- | ---- |
| 60   | ↘56  | ↘44  |

## Инфраструктура
В посёлке по данным на 2007 год отсутствует социальная инфраструктура.